# Iahidne, Murovani Kurîlivți
Iahidne (în ucraineană Ягідне) este un sat în comuna Konîșciv din raionul Murovani Kurîlivți, regiunea Vinnița, Ucraina.

## Demografie
Componența lingvistică a localității Iahidne
     Ucraineană (100%)
Conform recensământului din 2001, toată populația localității Iahidne era vorbitoare de ucraineană (100%).